# Antaxius chopardi
Antaxius chopardi är en insektsart som beskrevs av Morales-agacino 1936. Antaxius chopardi ingår i släktet Antaxius och familjen vårtbitare. Inga underarter finns listade i Catalogue of Life.